# Perley Dunn Aldrich
Pour les articles homonymes, voir Perley et Aldrich.
Perley Dunn Aldrich (1863 - 1933) est un compositeur américain.